# Kanzel der Spitalkirche Heilig Geist (Aichach)

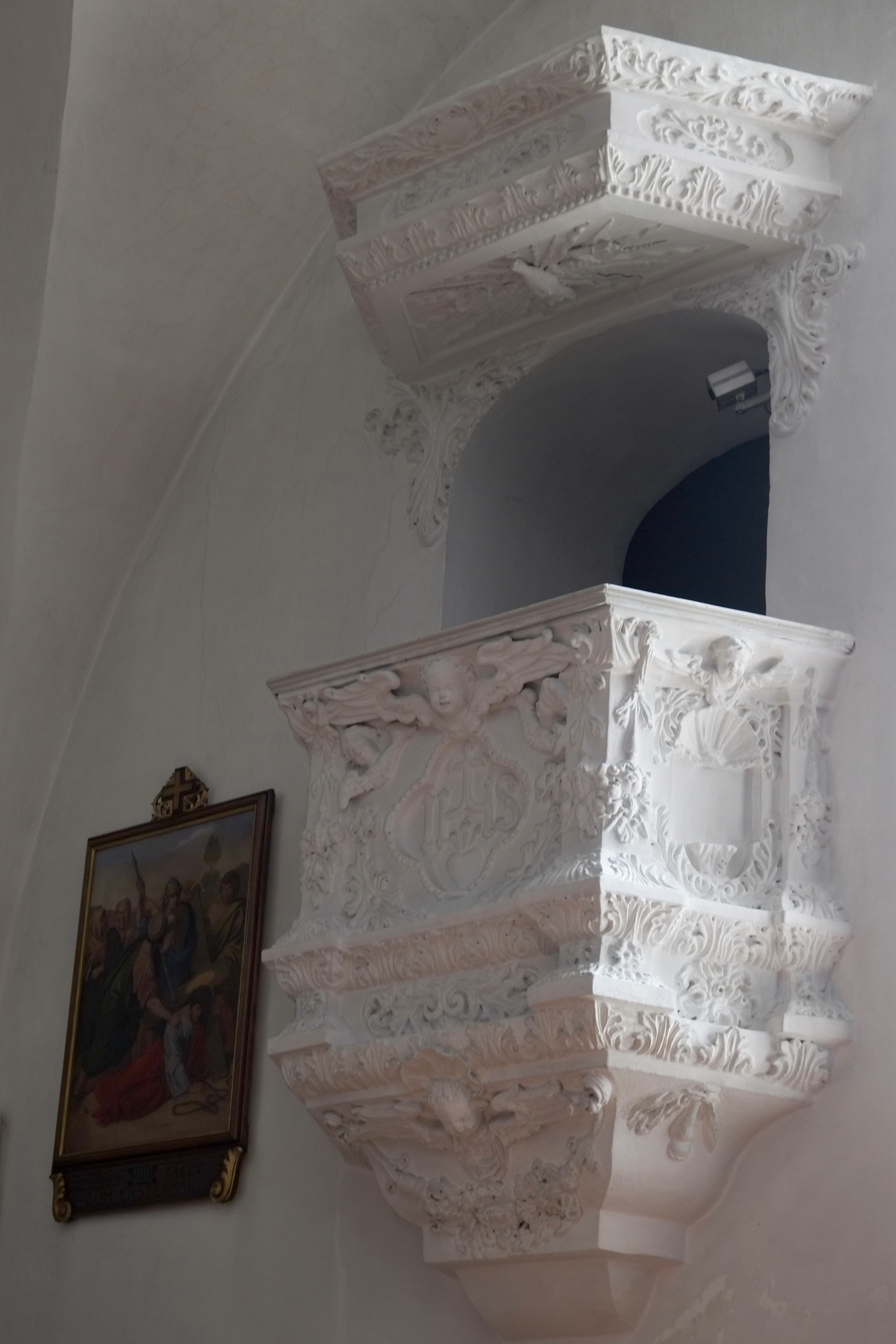
Kanzel in der Spitalkirche Heilig Geist in Aichach

Die Kanzel in der katholischen Spitalkirche Heilig Geist in Aichach, einer Stadt im Landkreis Aichach-Friedberg im bayerischen Regierungsbezirk Schwaben, wurde um 1680 geschaffen. Die Kanzel ist ein Teil der als Baudenkmal geschützten Kirchenausstattung.
Die steinerne Kanzel im Stil des Barocks besitzt einen üppigen Stuckdekor. Die Figur des Salvator mundi auf dem Schalldeckel wurde entfernt und steht jetzt am östlichen Mittelpfeiler. 
An der Unterseite des Schalldeckels ist eine Heiliggeisttaube zu sehen.